# Francisco de Aguirre (pintor)
Francisco de Aguirre (fallecido en Madrid en 1669) fue un pintor barroco español.
Según Ceán Bermúdez, aunque no hay otros indicios de ello, fue discípulo de Eugenio Cajés. En 1646 se le documenta en Toledo, trabajando en la catedral en la reparación de las pinturas de la sala capitular de invierno, en especial el cuadro de la Asunción de Nuestra Señora que ya había restaurado Blas de Prado. Al mismo tiempo y con el mismo destino se encargó de la pintura del retrato del cardenal infante don Fernando de Austria. Según Angulo y Pérez Sánchez se trata en realidad de una copia del retrato pintado por Gaspar de Crayer, adaptado al formato de los restantes retratos de la serie. El 10 de octubre de 1646 cobró por todo ello tres mil reales conforme a la tasación hecha por el maestro mayor Lázaro Goiti. Toda la documentación relativa a estos trabajos le llama vecino de Madrid.
En 1649, con Antonio Ponce, el escultor Manuel Correa y otros artistas poco conocidos contrató las decoraciones de las gradas de la iglesia de San Felipe en Madrid con motivo de la entrada de Mariana de Austria.
Había fallecido en noviembre de 1669, según consta por la tasación que de las pinturas dejadas a su muerte firmó el también pintor José Moreno.